# Fritz Hesse (Politiker, 1893)
Fritz Hesse (* 10. Januar 1893 in Altena; † 29. August 1963) war ein deutscher Politiker (SPD).

## Leben
Hesse lernte den Beruf des Drahtziehers. Ab 1912 war er Mitglied der SPD und des Deutschen Metallarbeiterverbandes. Im Ersten Weltkrieg diente Hesse als Soldat. In der Zeit der Weimarer Republik war er Betriebsratsvorsitzender. Zwischen 1930 und 1933 arbeitete Hesse als Angestellter der örtlichen Konsumgenossenschaft. Zwischen 1920 und 1933 war er Stadtverordneter in Altena.
Im Juli 1933 wurde Hesse aus politischen Gründen als Angestellter der Konsumgenossenschaft entlassen. Er arbeitete in der Zeit des Nationalsozialismus in einer Drahtzieherei und Springfedernfabrik.
1945 übernahm er die Geschäftsführung der Konsumgenossenschaft Altena. Ab 1946 gehörte er als Abgeordneter der SPD erneut der Stadtverordnetenversammlung Altena sowie dem Kreistag des Kreises Altena an. Zwischen 1946 und 1963 war Hesse Landrat. Im Jahr 1946 gehörte er dem Provinzialrat Westfalen und danach von 1953 bis 1961 der Landschaftsversammlung Westfalen-Lippe an; zwischen 1957 und 1961 amtierte er als Vorsitzender des Gremiums.
Dem Landtag von Nordrhein-Westfalen gehörte Hesse in der ersten Wahlperiode von 1947 bis 1950 als direkt gewählter Abgeordneter für einen Altenaer Wahlkreis an. Nach einer Unterbrechung wurde er ab 1954 in der dritten und vierten Wahlperiode erneut Landtagsmitglied.